# 체육대학역
체육대학역은 2017년에 개통한 타이완의 철도역이다.

## 역 주변
- 국립타이완체육대학
- 창겅대학
- 창겅과기대학